# Deinopa transcissaria
Deinopa transcissaria là một loài bướm đêm trong họ Erebidae.